# Нити (мультфильм)
«Нити» — российский мультипликационный фильм 1996 года режиссёра Ивана Максимова.

## Сюжет
Притча о встречах и расставаниях.
Действие происходит в необычном мире. Все влюбленные в этом мире связываются нитями. То же произошло и с двумя героями фильма. Их ждёт разлука, но они снова встретятся.
Для взрослых.

## Создатели
- режиссёр — Иван Максимов
- сценарист — Иван Максимов
- xудожник — Иван Максимов
- аниматоры — Леонид Старков, Олег Ужинов, Александр Панов, Вячеслав Каюков
- оператор — Людмила Крутовская
- директор — Нина Соколова
- композитор — Вячеслав Сержанов[1]
- звукорежиссёр — Владимир Орёл
- редактор — Татьяна Папорова
- монтажер — Наталия Степанцева

## О мультфильме
В 1996 году, почти через десять лет после поступления на Высшие курсы и начала создания «Болеро», вышел фильм «Нити», заметно отличавшийся от всего, что было сделано раньше. Отличавшийся до такой степени, что многим показалось, будто это — первый максимовский цветной фильм (хотя цвет присутствовал и до того — в «Слева направо», «Провинциальной школе»). Наверное, потому что в отличие от прежних «раскрашенных», этот фильм был, скорее, живописным, а главное — окрашенным эмоционально. Теперь между персонажами действительно появились отношения, теперь персонажи вызвали не только любопытство, но и сочувствие зрителей (в первую очередь — зрительниц).
— Александра Василькова «Наши мультфильмы»

## Призы и награды
- 1997 МКФ в Берлине Участие в Основной программе.[3]
- Фильм участвовал в Тарусе-1997[4].